# Milin (roślina)

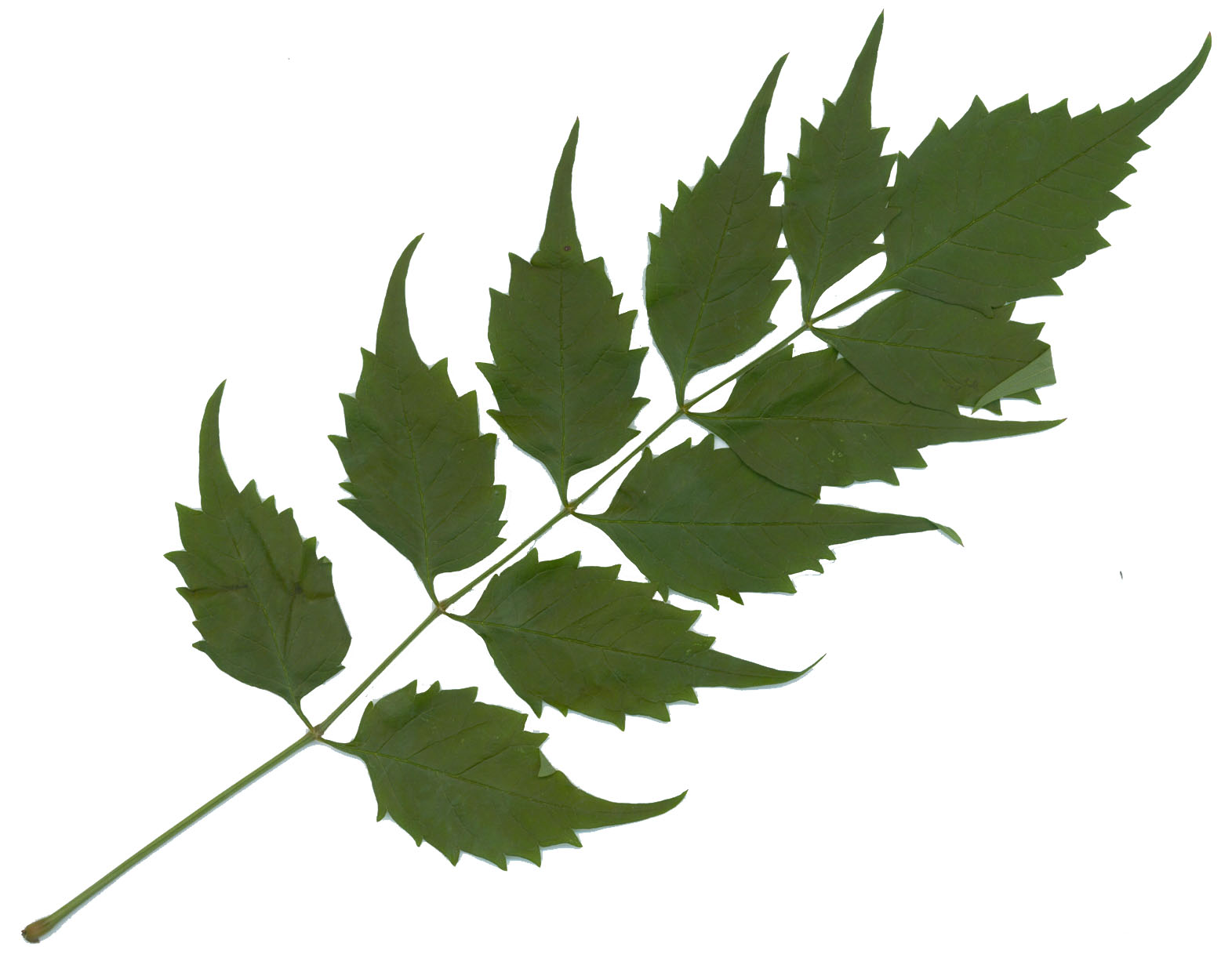
Liść milina amerykańskiego

Milin, kampsis (Campsis Lour) – rodzaj roślin należący do rodziny bignoniowatych. Nazwa pochodzi od kształtu pręcików (w gr. kampsis – krzywizna, wygięcie). Milin był kiedyś nazywany trąbą lub trąbką. Należą do niego tylko 2 gatunki i jeden mieszaniec. Jeden z gatunków pochodzi z Chin, drugi z USA. Gatunkiem typowym jest  Campsis adrepens Lour..

## Morfologia
Są to silnie zdrewniałe pnącza, okresowo zrzucające liście. Po drzewach wspinają się za pomocą korzeni czepnych. Ulistnienie naprzeciwległe, liście nieparzystopierzaste. Kwiaty duże, trąbkowate, w kolorze od pomarańczowego do szkarłatnego.

## Systematyka
Pozycja systematyczna według APweb (aktualizowany system APG III z 2009)
Należy do plemienia Tecomeae, rodziny bignoniowatych (Bignoniaceae) Juss., która jest jednym z kladów w obrębie rzędu jasnotowców (Lamiales) Bromhead z grupy astrowych spośród roślin okrytonasiennych.
Pozycja w systemie Reveala (1993-1999)
Gromada okrytonasienne (Magnoliophyta Cronquist), podgromada Magnoliophytina Frohne & U. Jensen ex Reveal, klasa Rosopsida Batsch, podklasa jasnotowe (Lamiidae Takht. ex Reveal), nadrząd Lamaianae Takht., rząd jasnotowce (Lamiales Bromhead), rodzina bignoniowate (Bignoniaceae Juss.), rodzaj milin (Campsis Lour.)
Gatunki (wybór)
- milin amerykański, kampsis korzeniowy (Campsis radicans (L.) Seem.)[6]
- milin pośredni (Campsis ×tagliabuana (Vis.)Rehder)
- milin wielkokwiatowy (Campsis grandiflora)

## Zastosowanie
Obydwa gatunki i mieszaniec są uprawiane jako rośliny ozdobne. W Polsce uprawiany jest głównie milin amerykański, gdyż jest w pełni mrozoodporny. Pozostałe dwa nie wytrzymują u nas zimy.